# Năm mươi sắc thái đen (phim)
Năm mươi sắc thái đen (tên gốc tiếng Anh: Fifty Shades Darker) là một phim điện ảnh chính kịch khiêu dâm lãng mạn do James Foley đạo diễn và Niall Leonard biên kịch, chuyển thể từ tiểu thuyết Năm mươi sắc thái – Đen của nữ nhà văn E. L. James. Đây là phần phim thứ hai trong loạt phim Năm mươi sắc thái, và cũng là phần tiếp theo của phim điện ảnh Năm mươi sắc thái ra mắt năm 2015. Năm mươi sắc thái đen có sự tham gia diễn xuất của Dakota Johnson và Jamie Dornan trong hai vai chính Anastasia Steele và Christian Grey, cùng với Eric Johnson, Eloise Mumford, Bella Heathcote, Rita Ora, Luke Grimes, Victor Rasuk, Kim Basinger và Marcia Gay Harden vào vai các nhân vật phụ.
Công tác quay phim chính của Năm mươi sắc thái đen và phần phim tiếp nối Năm mươi sắc thái tự do được bắt đầu vào ngày 9 tháng 2 năm 2016 tại Paris và Vancouver. Năm mươi sắc thái đen được khởi chiếu tại Mỹ vào ngày 10 tháng 2 năm 2017. Tại Việt Nam, phim được gắn nhãn C18 và bắt đầu được khởi chiếu từ tối ngày 10 tháng 2, chậm nửa ngày so với dự kiến do gặp một vài vấn đề liên quan đến kiểm duyệt phim. Phim nhận được nhiều ý kiến tiêu cực từ giới phê bình, chủ yếu chỉ trích phần kịch bản, diễn xuất cũng như cốt truyện của phim. Năm mươi sắc thái đen đã đạt doanh thu tổng cộng là $380,9 triệu USD.

## Nội dung
Christian Grey (Jamie Dornan) sau khi chia tay bạn gái, đã gặp nhiều cơn ác mộng về tuổi thơ bị lạm dụng tình dục của mình. Anastasia "Ana" Steele (Dakota Johnson) đã bắt đầu một công việc mới với vai trò trợ lý của Jack Hyde (Eric Johnson), một biên tập viên tại nhà xuất bản Seattle Independent Publishing có vẻ là đang có nhiều chú ý tới Ana. Chiều hôm đó, cô tới dự một triển lãm ảnh của Jose Rodriguez (Victor Rasuk) và bất ngờ khi thấy Christian cũng đang ở đó. Dù có hơi miễn cưỡng nhưng cô vẫn đồng ý ăn tối với anh. Christian nói rằng anh muốn cô quay trở lại, nhưng Ana lại do dự khi cô biết anh chỉ là một người thích đánh đập bạn tình trong tình dục. Anh khẳng định rằng anh đã thay đổi và sẽ đồng ý với đề nghị của Ana về việc không giấu giếm bí mật cũng như không bạo dâm cô nếu như họ quay trở lại mối quan hệ trước đây. Và cô đồng ý.
Một vài ngày sau, Ana bị quấy rầy bởi một cô gái có vẻ bề ngoài khá giống mình. Ana sau đó hẹn gặp Jack tại một quán rượu. Christian thấy sếp của Ana đang cố gắng tán tỉnh cô, nên đã nhanh chóng xen ngang và cảnh báo Ana về mục đích của Jack. Christian cũng tiết lộ với Ana rằng công ty của anh đã mua lại SIP, nơi mà Ana đang làm việc. Sau một bữa điểm tâm với Christian, Ana chợt nhận thấy cô gái lần trước đang theo dõi mình từ đằng xa. Khi cô hỏi Christian về danh tính cô gái kia, anh ngập ngừng không trả lời ngay. Trở về nhà, anh tiết lộ cho Ana cô gái kia là Leila Williams (Bella Heathcote), một trong những người phục tùng trước đây của anh. Christian kể thêm với Ana rằng sau khi hợp đồng giữa anh và Leila chấm dứt, Leila lại muốn nhiều hơn cho mối quan hệ giữa hai người, nhưng anh lại không muốn điều đó. Leila sau đó đã có một người chồng, nhưng người chồng đó lại qua đời không lâu sau khi cưới. Việc này khiến Leila bị suy sụp và cô ta đã theo dõi Ana và Christian được một thời gian.
Sau đó, Christian mời Ana tới một buổi dạ vũ mặt nạ tại nhà bố mẹ nuôi của anh. Christian đưa Ana tới Esclava, một salon làm đẹp, để giúp cô chuẩn bị cho buổi dạ vũ. Tại đây, cô gặp mặt Elena Lincoln (Kim Basinger), người trước đây từng đưa Christian đến với lối sống BDSM. Ana tức giận vì anh đã đem cô đến đó, đồng thời cũng bất ngờ khi biết anh đồng sở hữu salon cùng với Elena. Tại buổi dạ vũ, Ana biết được rằng Christian đã từng bị đuổi khỏi bốn trường trung học khác nhau. Cô cũng biết thêm rằng mẹ ruột của Christian là một gái mại dâm. Anh tiết lộ rằng bà ấy đã tự tử và sau đó anh được mang tới bệnh viện, chính tại nơi đó anh đã gặp Grace Trevelyan Grey (Marcia Gay Harden), người đã chăm sóc và sau đó nhận nuôi anh. Sau đó, Ana đã bị Elena đe dọa, buộc cô phải chia tay với Christian. Ana từ chối lời cảnh cáo của Elena và bảo bà đừng xen ngang giữa mối quan hệ của hai người nữa. Khi hai người về nhà, họ phát hiện xe ô tô của Ana đã bị Leila phá hoại.

## Diễn viên
- Dakota Johnson vai Anastasia "Ana" Steele
- Jamie Dornan vai Christian Grey
- Eric Johnson vai Jack Hyde
- Eloise Mumford vai Katherine "Kate" Kavanagh
- Bella Heathcote vai Leila Williams
- Rita Ora vai Mia Grey
- Luke Grimes vai Elliot Grey
- Victor Rasuk vai José Rodriguez
- Kim Basinger vai Elena Lincoln
- Marcia Gay Harden vai Grace Trevelyan-Grey
- Max Martini vai Jason Taylor
- Bruce Altman vai Jerry Roach
- Robinne Lee vai Ros Bailey
- Fay Masterson vai Gail Jones
- Andrew Airlie vai Carrick Grey
- Amy Price-Francis vai Elizabeth Morgan

## Sản xuất
Hai hãng phim Universal Pictures và Focus Features đã có bản quyền điện ảnh cho bộ ba cuốn tiểu thuyết vào tháng 3 năm 2012, và Universal đóng vai trò là nhà phân phối điện ảnh cho phim. Cuốn đầu tiên trong bộ tiểu thuyết được chuyển thể thành phim điện ảnh Năm mươi sắc thái và bắt đầu được khởi chiếu từ ngày 13 tháng 2 năm 2015. Phần chuyển thể này được thực hiện bởi hãng Focus Features, Michael De Luca Productions và Trigger Street Productions. Vào tháng 3 năm 2014, nhà sản xuất của phần phim đầu, Dana Brunetti, đã nói rằng sẽ không có phần chuyển thể tiếp theo nào được thực hiện trong thời gian tới. Tuy nhiên trước khi phim được công chiếu, những người hâm mộ đã có nhiều dự đoán về khả năng sẽ có các phần phim tiếp nối. Sau buổi ra mắt đặc biệt của Năm mươi sắc thái tại Thành phố New York vào ngày 6 tháng 2 năm 2015, đạo diễn Sam Taylor-Johnson thông báo rằng cuốn tiểu thuyết thứ hai và thứ ba, Năm mươi sắc thái – Đen và Năm mươi sắc thái – Tự do đều sẽ được chuyển thể thành phim, và phần phim thứ hai sẽ được ra mắt vào năm 2016. Sau công bố này, đạo diễn Sam Taylor-Johnson cũng nói với trang Digital Spy rằng "đó không phải là quyết định của tôi."
Vào ngày 25 tháng 3 năm 2015, đạo diễn Taylor-Johnson chính thức rời khỏi thương hiệu Năm mươi sắc thái. Ngày 2 tháng 4 năm 2015, trang Deadline xác nhận Michael De Luca đã rời Sony Pictures để quay trở lại với Universal nhằm sản xuất hai phần tiếp nối của Năm mươi sắc thái. Vào ngày 22 tháng 4 năm 2015, chồng của E. L. James là Niall Leonard được xác nhận sẽ đảm nhiệm công tác viết kịch bản cho phần phim tiếp nối. Tháng 4 năm 2015, chủ tịch của Universal Pictures là Donna Langley phát biểu với tờ The Hollywood Reporter rằng phần phim thứ hai sẽ "giống với một bộ phim rùng rợn hơn." Tháng 7 năm 2015, nữ ca sĩ Rita Ora được xác nhận sẽ trở lại với vai diễn Mia Grey trong Năm mươi sắc thái đen. Vào ngày 20 tháng 8 năm 2015, trang Deadline tiết lộ đạo diễn James Foley sẽ đảm nhiệm vai trò chính cho cả Năm mươi sắc thái đen và Năm mươi sắc thái tự do, trong khi hãng phim vẫn còn để ý đến nhiều cái tên khác như Rebecca Thomas, Mark Pellington và Tanya Wexler, và công tác đàm phán với Foley vẫn còn chưa bắt đầu. Ngày 12 tháng 11 năm 2015, trang TheWrap xác nhận rằng Foley sẽ chính thức đạo diễn cả hai phần phim cuối, và sẽ quay liên tục cả hai phần trong năm 2016, cùng với E.L. James, Michael De Luca và Brunetti giữ nguyên vai trò sản xuất. Dakota Johnson và Jamie Dornan cũng được xác nhận sẽ trở hại trong hai phần phim tiếp theo.

### Tuyển diễn viên
Vào ngày 28 tháng 1 năm 2016, Kim Basinger được xác nhận sẽ tham gia dàn diễn viên với vai diễn Elena Lincoln, đối tác kinh doanh của Grey và cũng là người tình cũ của anh, đồng thời Luke Grimes, Eloise Mumford và Max Martini cũng quay trở lại với các vai diễn trong phần phim thứ nhất. Ngày 5 tháng 2, Bella Heathcote được tuyển vào vai Leila, một trong những người phục tùng cũ của Grey. Cùng tháng đó, Eric Johnson được nhận vào vai Jack Hyde. Ngày 18 tháng 2, Robinne Lee và Fay Masterson được xác nhận tham gia dàn diễn viên. Ngày 26 tháng 2, Tyler Hoechlin chính thức được tuyển vào vai Boyce Fox, và vào ngày 7 tháng 4, Hugh Dancy được xác nhận vào vai Bác sĩ John Flynn, bác sĩ tâm lý của Grey; tuy nhiên cả hai nhân vật này đều không xuất hiện trong bản phim cuối cùng.

### Quay phim

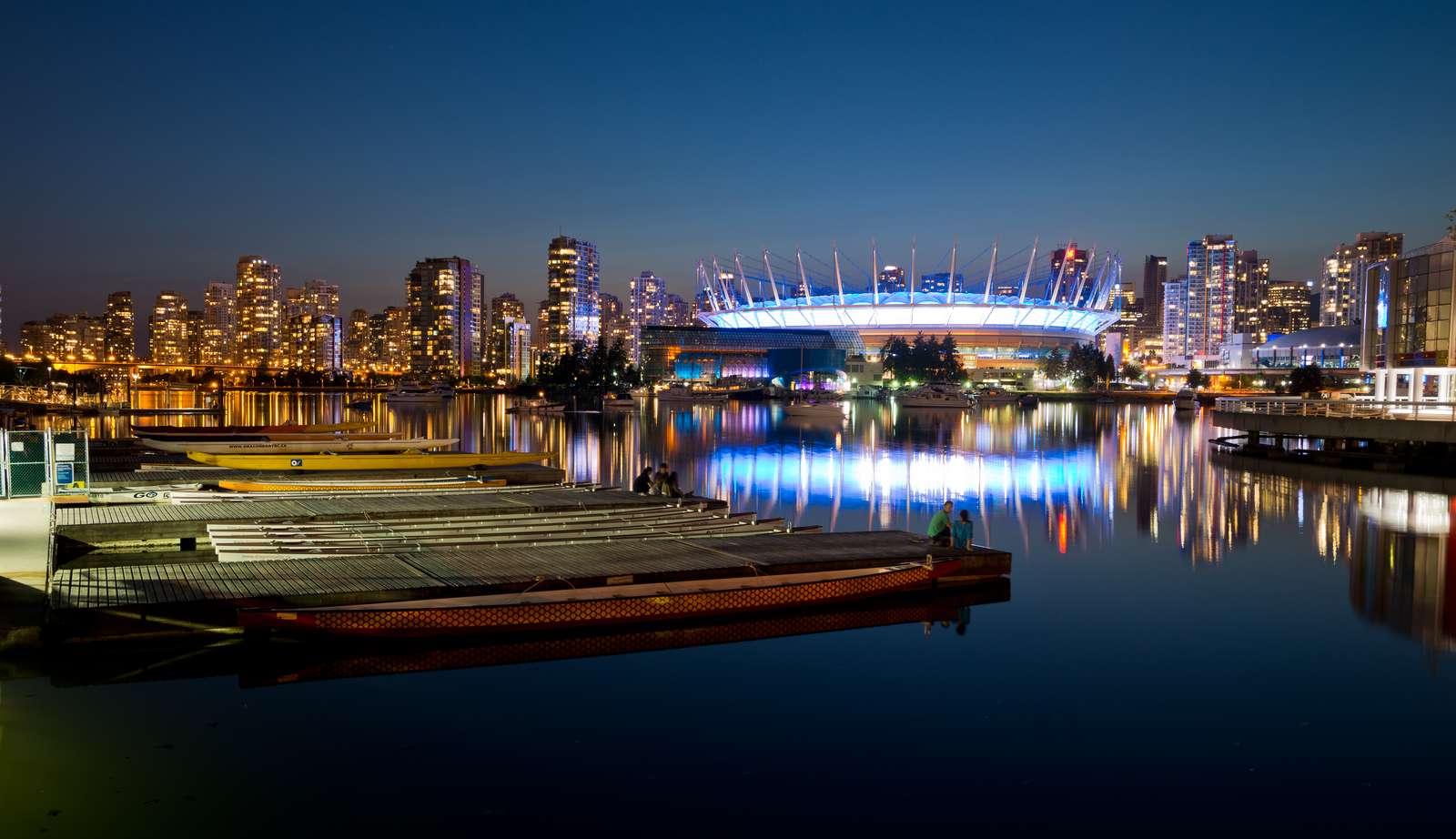
Công tác quay phim diễn ra tại Vancouver, cũng như nhiều địa điểm khác mà phần phim đầu tiên đã được quay.

Quá trình quay phim chính ban đầu được dự kiến diễn ra tại Vancouver vào tháng năm 2015. Tuy nhiên do các vấn đề chậm trễ về kịch bản nên ngày bấm máy đã bị đẩy lùi. Thông tin sau đó xác nhận phim sẽ chính thức được khởi quay vào tháng 2 năm 2016 tại Vancouver, và xưởng phim North Shore Studios đã được thuê để thực hiện phần phim. Tháng 11 năm 2015, Universal Studios thông báo rằng hai phần phim Năm mươi sắc thái đen và Năm mươi sắc thái tự do sẽ được quay liền nhau, với quá trình quay phim chính sẽ bắt đầu sớm trong năm 2016. Phim được bấm máy tại Paris và Vancouver từ ngày 9 tháng 2 năm 2016 đến ngày 12 tháng 7 năm 2016, dưới tiêu đề làm việc "Further Adventures of Max and Banks 2 & 3." Công tác quay phim chính được kết thúc vào ngày 11 tháng 4 năm 2016.

## Phát hành
Năm mươi sắc thái đen được khởi chiếu tại nhiều quốc gia từ ngày 10 tháng 2 năm 2017 bởi Universal Pictures. Tại Việt Nam, phim được gắn nhãn C18 và bắt đầu được khởi chiếu từ tối ngày 10 tháng 2 thay vì từ sáng như dự kiến do gặp một vài vấn đề liên quan đến kiểm duyệt phim. Tại Campuchia, phim được công chiếu vào ngày 16 tháng 2 năm 2017.

### Quảng bá
Ngày 15 tháng 9 năm 2016, Universal phát hành trailer chính thức đầu tiên của Năm mươi sắc thái đen, và trailer đã thu về 114 triệu lượt xem chỉ trong 24 giờ đầu ra mắt, tính từ nhiều kênh mạng số khác nhau như Facebook, YouTube và Instagram. Trailer này thu về tổng cộng 2,5 triệu lượt xem trên trang Facebook chính thức của phim. Tổng cộng có hơn 39,4 triệu lượt xem đến từ Bắc Mỹ, và 74,6 triệu lượt xem khác đến từ 32 thị trường quốc tế, trong đó có Vương quốc Anh, Mexico và Pháp, phá vỡ kỷ lục trước đó được tạo ra bởi Star Wars: Thần lực thức tỉnh khi phim này thu về 112 triệu lượt xem cũng trong 24 giờ ra mắt từ tháng 10 năm 2015. Kỷ lục này sau đó đã bị trailer Người đẹp và quái vật của Disney vượt mặt với 127,6 triệu lựợt xem vào tháng 11 năm 2016.

### Kiểm duyệt
Vào ngày 10 tháng 11 năm 2016, cũng như phần phim đầu tiên, Năm mươi sắc thái đen được Hiệp hội Điện ảnh Hoa Kỳ gắn nhãn R cho "nội dung, hình ảnh và ngôn ngữ tình dục mang tính khiêu dâm mạnh."
Tại Canada, phim được gắn nhãn 18A cho phần nội dung chủ yếu về tình dục tại tất cả các tỉnh trừ Quebec. Tại Quebec với một hệ thống phân loại điện ảnh riêng, phim bị cấm chiếu với trẻ em dưới 16 tuổi vì "tính khiêu dâm". Tại Vương quốc Anh, phim được nhận chứng nhận 18 cho "tính tình dục mạnh".
Tại Philippines, do nội dung mang tính chất khiêu dâm, phim nhận được nhãn R-18 từ hội đồng kiểm duyệt, nghĩa là chỉ những khán giả từ 18 tuổi trở lên mới có thể xem phim.

#### Việt Nam
Tại Việt Nam, Năm mươi sắc thái đen được ấn định công chiếu cùng thời điểm với Sát thủ John Wick: Phần 2 và Vòng tròn tử thần vào ngày 10 tháng 2 năm 2017. Tuy nhiên, trong buổi họp báo Sát thủ John Wick: Phần 2 vào tối ngày 9 tháng 10 năm 2017, nhà phát hành đã xin lỗi khán giả khi bộ phim không được công chiếu vì lý do chưa xin được giấy phép từ Cục Điện ảnh. Cả Năm mươi sắc thái đen lẫn Vòng tròn tử thần cũng rơi vào trường hợp tương tự khi trên trang web của CGV, áp phích kèm lịch chiếu của ba phim đều đã bị gỡ xuống. Nguyễn Hoàng Hải, giám đốc phát hành của CGV tiết lộ, "Bên phía Cục Điện ảnh cho biết chiều nay 10 tháng 2 sẽ gửi công văn chính thức, lúc đó chúng tôi mới có thể trả lời báo chí chính xác nhất."
Tới chiều ngày 10 tháng 2 năm 2017, hãng CGV thông báo hai phim Năm mươi sắc thái đen và Vòng tròn tử thần đều đã qua vòng kiểm duyệt tại Việt Nam với lần lượt nhãn C18 và C16, đồng thời hãng MVP Pictures cũng xác nhận Sát thủ John Wick: Phần 2 đã qua kiểm duyệt với nhãn C18. Tuy nhiên cả ba phim khi được công chiếu đều bị cắt đi một vài phân cảnh bạo lực hoặc không phù hợp với thuần phong mỹ tục vủa Việt Nam, với Năm mươi sắc thái đen bị xử lý chỉ còn 115 phút so với 118 phút ban đầu. Điều này tạo nên nhiều bất bình đối với dự luận Việt Nam khi từ tháng 1 năm 2017 quốc gia này đã áp dụng hệ thống phân loại phim mới với bốn nhãn phân loại thay vì hai nhãn như trước đây mà việc cắt phim vẫn còn diễn ra.

### Âm nhạc
Album nhạc phim được phát hành với hai phiên bản; phiên bản thứ nhất mang tên Original Motion Picture Soundtrack bao gồm 19 bài hát được sử dụng trong phim, và phiên bản còn lại là Original Motion Picture Score bao gồm các bản nhạc nền được biên soạn riêng bởi nhà soạn nhạc Danny Elfman. Hai trong số các bản nhạc nền của Elfman là "On His Knees" và "Making It Real" cũng nằm trong phiên bản Original Motion Picture Soundtrack. Bài hát chủ đề của Năm mươi sắc thái đen, "I Don't Wanna Live Forever (Fifty Shades Darker)" trình bày bởi Zayn và Taylor Swift được phát hành vào ngày 9 tháng 12 năm 2016. Tháng sau đó, vào ngày 13 tháng 1 năm 2017, nữ ca sĩ Halsey phát hành đĩa đơn tiếp theo từ album, mang tên "Not Afraid Anymore".

## Tiếp nhận

### Doanh thu phòng vé
Năm mươi sắc thái đen thu về tổng cộng 114,4 triệu USD tại thị trường Mỹ và Canada, và 264,4 triệu USD tại các thị trường ngoại địa, nâng mức tổng doanh thu của phim lên 378,8 triệu USD, so với kinh phí sản xuất là 55 triệu USD.
Tại khu vực Mỹ và Canada, Năm mươi sắc thái đen được công chiếu cùng thời điểm với hai phim điện ảnh tiếp nối khác là The Lego Batman Movie và Sát thủ John Wick: Phần 2, và được dự kiến sẽ thu về 32–40 triệu USD trong dịp cuối tuần ra mắt. Phim thu về 5,72 triệu USD từ suất chiếu sớm đêm thứ năm từ 3.120 rạp chiếu, thấp hơn 8,6 triệu USD so với những gì phần phim đầu tiên đã làm được hai năm trước đó, nhưng vẫn xếp thứ sáu về doanh thu suất chiếu sớm cho một phim điện ảnh nhãn R. Phim thu về tổng cộng 21,5 triệu USD vào ngày thứ sáu ra mắt, tụt 30% so với mốc 30 triệu USD của Năm mươi sắc thái, nhưng dù vậy phim vẫn xếp nhất doanh thu phòng vé của ngày hôm đó. Tổng cộng trong ba ngày cuối tuần ra mắt, phim thu về 46,8 triệu USD, sụt 45% so với doanh thu ra mắt 85,1 triệu USD của phần phim đầu, và xếp thứ nhì về doanh thu phòng vé sau The Lego Batman Movie (55,6 triệu USD). Phim thu về 11 triệu USD trong Ngày Valentine, trở thành phim điện ảnh có doanh thu Ngày Valentine cao thứ nhì khi ngày này rơi vào một ngày giữa tuần, xếp sau Yêu lại từ đầu (với 11,6 triệu USD năm 2012), nâng tổng mức doanh thu trong năm ngày lên con số 61,5 triệu USD. Trong dịp cuối tuần thứ hai, phim thu về 22 triệu USD, tiếp tục xếp nhì về doanh thu phòng vé tuần, xếp sau The Lego Batman Movie. Doanh thu này đánh mốc thụt 55% so với doanh thu dịp cuối tuần ra mắt trước đó, và cũng gần tương tự với doanh thu của phần phim đầu trong dịp cuối tuần thứ hai (22,3 triệu USD). Trong dịp cuối tuần thứ ba, phim thu về 7,7 triệu USD, rơi xuống hạng 5 về doanh thu phòng vé tuần.
Tại các thị trường ngoại địa, phim được khởi chiếu cùng lúc tại 57 quốc gia, và được dự đoán sẽ thu về 115–155 triệu USD trong ba ngày công chiếu đầu tiên. Cuối cùng, phim chỉ thu về 97,8 triệu USD trong dịp cuối tuần ra mắt, xếp thứ tư về doanh thu ra mắt cho một phim điện ảnh nhãn R. Năm mươi sắc thái đen đạt vị trí quán quân tại nhiều thị trường khác nhau bao gồm Đức (11 triệu USD), Vương quốc Anh (9,7 triệu USD), Pháp (8,7 triệu USD), Brazil (7,5 triệu USD), Ý (6,8 triệu USD) và Nga (6,7 triệu USD). Tại Việt Nam, Năm mươi sắc thái đen ra mắt với 143,3 triệu USD thu về trong ba ngày cuối tuần đầu tiên, và tính tới ngày 12 tháng 3 năm 2017, tức là sau một tháng khởi chiếu, phim đã thu về tổng cộng 541,6 triệu USD tại quốc gia này.

### Đánh giá chuyên môn
Giống như phần trước đó, Năm mươi sắc thái đen nhận được nhiều chỉ trích về phần kịch bản, cốt truyện cũng như lối diễn xuất của Jamie Dornan. Trên trang tổng hợp kết quả đánh giá Rotten Tomatoes, phim được đánh giá 9% dựa trên 160 bài phê bình, với số điểm trung bình là 3,3/10. Trang mạng nhận xét, "Thiếu đi những chất xúc tác cũng như tính kết nối trong lối kể chuyện, một Năm mươi sắc thái đen khập khiễng cũng muốn trở nên thật đỏng đảnh nhưng thật ra lại chỉ là đang tự trừng phạt chính bản thân mình." Trên trang Metacritic, phim đạt số điểm 33 trên 100, dựa trên 39 nhà phê bình, với chủ yếu là các đánh giá tiêu cực. Bình chọn của khán giả trên trang CinemaScore cho phần phim điểm "B+" trên thang từ A+ đến F, một sự cải thiện so với điểm "C+" của phần trước đó.
Richard Roeper chấm cho phim hai trên tổng bốn sao, viết rằng: "Một ít đẹp mắt, thỉnh thoảng buồn cười, phần lớn là thớ lợ và buồn ngủ." Vince Mancini từ Uproxx thừa nhận những thiếu sót của phim, nhưng cũng chỉ ra rằng xem bộ phim này rất thỏa mãn, "Dẹp phần cốt truyện lõng bõng sang một bên, thì là một người ngoài, ngồi xem hết Năm mươi sắc thái đen là một trải nghiệm tiêu khiển rất có tác dụng, những trò vui thừa thãi và ngu xuẩn thậm chí còn vui hơn khi người xem hò reo và la hét vào màn chiếu khi tới những cảnh nóng. Tôi thực sự không hiểu nổi, nhưng tôi thích cái cảm giác khi họ đang vui vẻ, dù cho trong suốt hơn hai tiếng đồng hồ, nó như kiểu một cú đánh chí mạng vậy." Diệu Anh đại diện cho Zing News đánh giá Năm mươi sắc thái đen điểm 4/10 kèm lời bình luận, "Khi một kịch bản đã thất bại trong việc kể chuyện, bị thừa nhân vật phụ và trở nên rối rắm bởi các tình tiết phi logic, phần hình ảnh và âm nhạc lẽ ra phải được đầu tư để tăng cảm xúc. Song, ở Năm mươi sắc thái đen, âm nhạc cứ thế trôi tuột như tấm áo ngủ trên vai Anastasia, còn hình ảnh cũng chẳng có gì đáng để bàn luận."

## Phần tiếp nối
Phần phim cuối cùng của loạt phim Năm mươi sắc thái được quay liền tiếp với Năm mươi sắc thái đen và được khởi chiếu vào ngày 9 tháng 2 năm 2018, với James Foley tiếp tục đảm nhiệm vị trí đạo diễn.